# Hermann Wolfradt
Hermann Wolfradt (* 25. September 1887 in Malchow; † 19. Juli 1951 in Lübeck) war ein deutscher Sozialpolitiker und Sozialfunktionär. Er war hauptamtlicher Parteisekretär der SPD Lübeck, Gründer der Arbeiterwohlfahrt in Lübeck, Vorsitzender der SPD Lübeck und Mitglied der Bürgerschaft der Freien und Hansestadt Lübeck.

## Leben und Beruf
Hermann Wolfradt wurde als Sohn des Tuchmachers Friedrich Wolffradt und seiner Frau Wilhelmine Wolffradt geb. Frenzel in Malchow in Mecklenburg geboren. Laut nachträglichem Vermerk im Jahre 1914 wurde auf seiner Geburtsurkunde der Nachname von Wolffradt in Wolfradt geändert. Er hatte einen Bruder und vier Schwestern. Nach dem Besuch der Volksschule absolvierte er eine Ausbildung zum Mechaniker und zum Uhrmacher. 1909 heiratete er Magdalena Brandt in Lübeck. Aus dieser Ehe gingen zwei Töchter hervor. Von 1911 bis 1920 war Wolfradt als Mechaniker beim Drägerwerk Lübeck beschäftigt. In den 1930er Jahren arbeitete er als Feinmechaniker in der Erprobungsstelle See auf dem Priwall in Lübeck-Travemünde. Wolfradt litt unter anderem an einer Herzmuskelerkrankung. Er starb im Alter von 63 Jahren. Die Trauerfeier fand auf dem Vorwerker Friedhof in Lübeck statt.

## Deutscher Metallarbeiter-Verband (DMV)
Wolfradt trat 1903 im Alter von 16 Jahren in den freigewerkschaftlichen Deutschen Metallarbeiter-Verband (DMV) ein. Er war für den DMV in Lübeck langjährig als Vertrauensmann tätig.

## Zeit des Nationalsozialismus
Wolfradt wurde von der Gestapo dreimal verhaftet. Im August 1933, im September 1933 sowie im August 1944. Er wurde mit der Begründung der politischen Unzuverlässigkeit insgesamt 17 Tage inhaftiert.

## Sozialdemokratische Partei Deutschland (SPD)
1903 wurde Wolfradt Mitglied der SPD. Von 1920 bis 1933 übte er die Tätigkeit als hauptamtlicher Parteisekretär in der SPD Lübeck aus. Von Februar 1919 bis Juni 1933 war er Mitglied der Bürgerschaft der Freien und Hansestadt Lübeck und in diversen Ausschüssen und weiteren Gremien aktiv. Sein Arbeitsschwerpunkt bildete die Jugend- und Wohlfahrtspflege. Nach der Verhaftung von Julius Leber am 23. März 1933 übernahm Wolfradt den Vorsitz der SPD Lübeck bis zum Verbot der SPD am 22. Juni 1933 durch die Nationalsozialisten.

## Arbeiterwohlfahrt (AWO)
1919, sechzehn Jahre nach Eintritt Wolfradts in die SPD, konstituierte die Partei in Berlin eine sozialdemokratische Wohlfahrtsorganisation, aus der später die AWO hervorging. Nach und nach entstanden in der ganzen Weimarer Republik Ortsausschüsse. So auch in Lübeck. Im Herbst 1924 erfolgte durch Hermann Wolfradt die Gründung des Ortsausschusses. Im Juni 1933 verboten die Nationalsozialisten die SPD und somit auch ihre Wohlfahrtsorganisation. Im März 1946 erfolgte die Wiedergründung unter dem Namen AWO Lübeck e.V. als Teil des Bezirks Schleswig-Holstein der Arbeiterwohlfahrt. Wolfradt wurde Vorsitzender und hatte dieses Amt bis kurz vor seinem Tod inne.

## Aktivitäten im Bereich der Wohlfahrtspflege
Unter Federführung Hermann Wolfradts wurden von der AWO unter anderem folgende Institutionen und Angebote für Bedürftige in Lübeck und Umgebung aufgebaut und vorgehalten: Lebensmittelausgabestellen (Brot), Kinder- und Jugendspielplätze mit Milchausgabe, Ferienfreizeiten mit Kinderspeisung, Kindererholungsstätten, Jugendwohnheim, Wärmehallen, Warmbadeanstalten (Wannen- und Brausebäder), Nähstuben, Schneiderwerkstatt, Schuhmacherwerkstatt, Verteilstelle für CARE-Pakete, Beratungsstelle für Alkoholgefährdete, Flüchtlingsberatung.

## Nachruf in der Presse
In der Tageszeitung Lübecker Freie Presse erschien folgender Nachruf: „Mit tiefem Bedauern haben alle vernommen, daß Hermann Wolfradt im 64. Lebensjahr nach langer und schwerer Krankheit verstorben ist. Hermann Wolfradt gehört zu den Persönlichkeiten unserer Stadt, die ihre ganze Kraft in aufopfernder Weise für die Armen und Bedürftigen eingesetzt haben. Seit der Gründung der AWO in Lübeck hat er sich dieser Organisation mit seinem ganzen Idealismus zur Verfügung gestellt. Er hat die Arbeiter-Wohlfahrt, die 1933 zerschlagen worden war, 1945 unter schwersten Bedingungen wieder aufgebaut und hat sie zu dem Ansehen gebracht, das sie heute bei der gesamten Bevölkerung genießt.“